# Rhinoceros 3D
Rhinoceros 3D és una eina de programari per a modelatge en tres dimensions basat en NURBS. És un programari de disseny assistit per computadora creat per Robert McNeel & Associates, originalment com un agregat per a AutoCAD d'Autodesk. El programa s'usa per al disseny industrial, l'arquitectura, el disseny naval, el disseny de joies, el disseny automobilístic, CAD/CAM, prototipats ràpids, enginyeria inversa, així com en la indústria del disseny gràfic i multimèdia.